# Loscorrales
Loscorrales è un comune spagnolo di 114 abitanti situato nella comunità autonoma dell'Aragona.

Fa parte della comarca della Hoya de Huesca.